# Ново-Богородское
Ново-Богородское — деревня в Даниловском районе Ярославской области России, входит в состав Даниловского сельского поселения. 

## География
Расположено на берегу реки Вожерка в 25 км на запад от райцентра города Данилов.

## История
Церковь в селе была возведена в 1774 году с одним престолом во имя Казанской Божьей Матери. 
В конце XIX — начале XX село являлось центром Ново-Богородской волости (позднее в Шаготской волости) Романово-Борисоглебского уезда Ярославской губернии.
С 1929 года село входило в состав Старо-Андреевского сельсовета Тутаевского района, с 1941 года — в составе Арефинского района, с 1959 года — в составе Шаготского сельсовета Даниловского района, с 2005 года — в составе Даниловского сельского поселения.

## Население
| 1859 | 2002 | 2007 | 2010 |
| ---- | ---- | ---- | ---- |
| 114  | ↘6   | ↘5   | ↘0   |